# Ernst Dünzelmann
Ernst Dünzelmann (* 7. März 1846 in Bremen; † 14. Juni 1907 in Bremen) war deutscher Lehrer und Historiker.

## Biografie
Dünzelmann war der Sohn eines Schuhmachers. Er absolvierte das Gymnasium und studierte von 1865 bis 1869 Philologie und Geschichte an der Universität Heidelberg, der Humboldt-Universität zu Berlin und der Universität Göttingen. Danach war er bis 1872 Hilfslehrer und Lehrer an der Hauptschule Bremen, dann bis 1877 an der Vorschule sowie am Gymnasium in Bremen. Er wirkte in der Bremischen Evangelischen Kirche
 und hatte dort großes Ansehen.
Als Historiker schrieb er zu Themen aus dem Mittelalter und  dann zu Bremen. Er wirkte und ordnete im Archiv der Handelskammer Bremen. Daraus entwickelten sich einige Werke. Er schrieb Abhandlungen zu den Römerstraßen und zur Varusschlacht. Bei einigen seiner Veröffentlichungen soll er zu gewagten Hypothesen geneigt haben.  

## Werke
- Zur Anordnung der Bonifazischen Briefe und der Fränkischen Synoden. In: Forschungen zur deutschen Geschichte (FDG) Nr. 13, 1873, S. 1–32.
- Die Bremische Kaufmannsgilde und ihre Elterleute. In: Bremisches Jahrbuch. Band 18, S. 77–115, Bremen 1896.
- Aus Bremens Zopfzeit. Stilleben in einer Reichs- und Hansestadt. Bremen 1899.
- Alisio und die Varusschlacht. Verlag Winter, Bremen 1905.